# داربست
 داربست  قرية متوسطة تـتبع بلدة جناح (بالفارسية: بخش جناح ) من توابع مدينة بستك وتقع في محافظة هرمزگان في جنوب غرب إيران.  داربست  إحدى قرى « إقليم فرامرزان» تبعد عن مركز المدينة 72 كيلومتراً وتقع في الجنوب الشرقي لقرية كجویه بمسافة 9 كيلومترات.

## حدود قرية درابست
حدود قرية درابست : من الشمال نهر مهران، ومن الجنوب «جبل داربست » قرية « كجویه » ومن الشرق تنتهي بـقرية جاله عالي أحمدان.

## السكان
يبلغ عدد سكان هذه القرية حسب تعداد السكان لعام 2006 للميلاد، (450) نسمة تشكل (90) عائلة، من أهل السنة والجماعة وعلى المذهب الشافعي. يتكلمون الفارسية باللهجة المحلية. بها مسجد، ومدرسة مشتركة، وعدد من البرك لحفظ مياه الأمطار، وحوالي 5000 نخلة مثمرة، وأراضي شاسعة لزراعة القمح والشعير، وبعض الآبار الارتوازية القديمة.

## مهنة سكان القرية
يمتهن سكان القرية بمهنة تربية المواشي والأغنام، والزراعة، أراضيهم خصبة، وتزرع فيها البر والشعير.

## وصلات خارجية
- التقسيمات الادارية لمحافظة هرمزگان